# Le Héros de l'Yser

Le Héros de l'Yser est un film muet français réalisé par Léonce Perret, sorti en 1915.

## Fiche technique
- Titre : Le Héros de l'Yser
- Réalisation : Léonce Perret
- Photographie : Georges Specht
- Société de production : Société des Établissements L. Gaumont
- Pays de production : France
- Langue : film muet avec les intertitres  en français
- Format : Noir et blanc — 35 mm — 1,33:1 — Muet
- Métrage :
- Genre : Film dramatique, Film de guerre
- Durée :
- Année de réalisation : 1915
- Dates de sortie :
  - France : 18 février 1915

## Distribution
- Paul Manson
- Armand Dutertre
- René Montis
- Fabienne Fabrèges